# Église Saint-Nicolas de La Queue-les-Yvelines
L'église Saint-Nicolas est une église catholique située à La Queue-les-Yvelines, en France.

## Localisation
L'église est située dans le département français des Yvelines, sur la commune de La Queue-les-Yvelines au 50 rue Nationale.
C'est une construction en pierre à clocher-porche surmonté d'une flèche hexagonale couverte d'ardoise, construite à la place d'une ancienne chapelle seigneuriale. L'intérieur a été restauré en 2005.